# Стелла (Волшебная страна)
Волшебница Сте́лла — персонаж сказочного цикла А. М. Волкова о Волшебной стране. Действует в книгах «Волшебник Изумрудного города», «Семь подземных королей» и «Огненный бог Марранов»; также упоминается в остальных книгах сказочной серии и в книгах других авторов книг о Волшебной стране.

## Стелла в книгах Волкова
Стелла — добрая волшебница Розовой страны, самая могущественная из фей волшебного края в новые времена. Обладает секретом вечной юности и редкой красотой. Пришла из Большого мира практически одновременно с тремя другими волшебницами — Виллиной, Бастиндой и Гингемой. По жребию Стелле досталась в управление Розовая страна, населённая Болтунами. Известно, что Стелла в какой-то момент безуспешно пыталась отучить своих подданных слишком много болтать, на время лишив их речи.
В первой книге фея Стелла открыла Элли тайну серебряных башмачков, что позволило девочке и Тотошке вернуться в Канзас. Также Стелла отпустила на волю Летучих Обезьян, использовав три желания Золотой Шапки на благо Страшилы, Железного Дровосека и Смелого Льва, а затем вернув Шапку Обезьянам.
В четвёртой книге прислала Страшиле в подарок волшебный ящик-телевизор, который по просьбе своего владельца мог показывать любой уголок и любого обитателя Волшебной страны. При этом Стелла, обладавшая даром предвидения, передала Страшиле, чтобы тот почаще приглядывал за Урфином Джюсом (впрочем, Страшила об указании Стеллы вскоре забыл и узнал о повторном возвышении Урфина Джюса уже слишком поздно).
В остальных книгах Стелла фактически не вмешивалась в дела Волшебной страны; злодеи на неё не нападали и она с ними в открытую борьбу тоже не вступала. Известно, однако, что во времена Жёлтого тумана во владениях Стеллы, которые не были охвачены бедствием, нашли прибежище соседи Болтунов Марраны. А после битвы гигантских орлов с вертолётами менвитов «феи Виллина и Стелла пожаловали Карфаксу для его воинства высшие ордена своих государств».

### Заимствование образа другими авторами
Является персонажем сказки Леонида Владимирского «Буратино в Изумрудном городе» и фэнтези-цикла Сергея Сухинова «Миры Изумрудного города» (1997—2003)

## Прообраз Стеллы
Прообразом «волковской» Стеллы послужила Глинда (англ. Glinda the Good Witch) из сказочной серии Л. Ф. Баума о Стране Оз. Роль Стеллы в «Волшебнике Изумрудного города» практически полностью совпадает с ролью Глинды в книге Баума «Удивительный Волшебник из Страны Оз».
Впрочем, в последовавших за первой книгой Баума многочисленных продолжениях Глинда оказывается куда более заметным и активным персонажем, чем Стелла в сиквелах Волкова, и дальнейшего сходства между действиями Глинды и Стеллы не наблюдается. Глинда принимает значительное участие в делах Страны Оз, не раз приходит на помощь её обитателям, часто бывает в Изумрудном городе и, в частности, становится покровительницей Принцессы Озмы. Стелла же является скорее символическим атрибутом Волшебной страны: она упоминается в каждой книге, но практически не вмешивается в ход событий, сколь бы серьёзные угрозы ни нависали над страной,но в книгах  Сергея Сухинова о Волшебной стране помогает Болтунам сражаться против Пакира и Агнет.Согласно версии Сергея Сухинова ранее именовалась Ириния.

## Внешние ссылки
- Форум «Изумрудный город»
- Список персонажей книг Волкова о Волшебной стране — общий перечень с краткими описаниями.